# Primera División de Uruguay 1946
Liga Profesional de Primera División 1946 var den 44:e säsongen av Uruguays högstaliga i fotboll, och 15:e säsongen som ligan spelades på professionell nivå. Ligan spelades som ett seriespel där samtliga lag mötte varandra vid två tillfällen. Totalt spelades 90 matcher med 350 gjorda mål.
Nacional vann sin 19:e titel som uruguayanska mästare.

## Deltagande lag
10 lag deltog i mästerskapet, samtliga från Montevideo.

## Resultat
| Nr | Lag                  | S  | V  | O | F  | GM | IM | MS  | P  |
| -- | -------------------- | -- | -- | - | -- | -- | -- | --- | -- |
| 1  | Nacional             | 18 | 15 | 2 | 1  | 63 | 24 | +39 | 32 |
| 2  | Peñarol              | 18 | 12 | 4 | 2  | 53 | 21 | +32 | 28 |
| 3  | River Plate          | 18 | 10 | 1 | 7  | 28 | 21 | +7  | 21 |
| 4  | CA Defensor          | 18 | 7  | 4 | 7  | 40 | 31 | +9  | 18 |
| 5  | Central FC           | 18 | 5  | 6 | 7  | 33 | 39 | −6  | 16 |
| 6  | Rampla Juniors       | 18 | 6  | 4 | 8  | 24 | 37 | −13 | 16 |
| 7  | CS Miramar           | 18 | 4  | 6 | 8  | 24 | 44 | −20 | 14 |
| 8  | Liverpool            | 18 | 4  | 5 | 9  | 31 | 38 | −7  | 13 |
| 9  | Montevideo Wanderers | 18 | 5  | 3 | 10 | 27 | 43 | −16 | 13 |
| 10 | Progreso             | 18 | 3  | 3 | 12 | 27 | 52 | −25 | 9  |